# Kumbakonam
Kumbakonam – miasto w Indiach, w dystrykcie Thanjavur, położone nad rzeką Kaweri. W roku 2001 miasto liczyło 140 021 mieszkańców.
Miasto jest miejscem pielgrzymek wyznawców hinduizmu, którzy co 12 lat mogą wykąpać się w basenie Mahamakham napełnianym wodą z Gangesu. Wokół basenu wybudowanych jest 16 świątyń poświęconych Śiwie i Wisznu.
W mieście znajdują się ośrodki przemysłu włókienniczego i rzemiosła artystycznego. Funkcjonuje port rzeczny i lotniczy.